# Pedro, duque da Cantábria
Pedro da Cantábria (m. ca. 730) foi dux de Cantábria. Naquela época, o título de duque não era necessariamente hereditário e designava qualquer pessoa que comandasse tropas. Na Crónica de Afonso III o termo duque tinha o significado de duque territoriais e de chefe. Pedro era o governante de uma das oito províncias do Reino Visigótico de Toledo

## Biografia
Até ao século XIX, com base nos cronistas antigos, acreditava-se ser o filho de Ervígio rei visigodo, no entanto, não existe nenhuma prova documentada. Segundo a Crónica Albeldense e a versão Rotensis  da Crónica de Afonso III Pedro era de exregni prosapiem, ou seja, de estirpe real visigoda.
Em 711-712, Tárique e seu exército omíada conquistou Amaya, a capital do ducado da Cantábria. Depois da vitória das tropas lideradas por Pelágio na batalha de Covadonga no verão de 722, o conde Pedro enviou a seu filho Afonso para colaborar com o chefe militar asturiano.

## Descendência

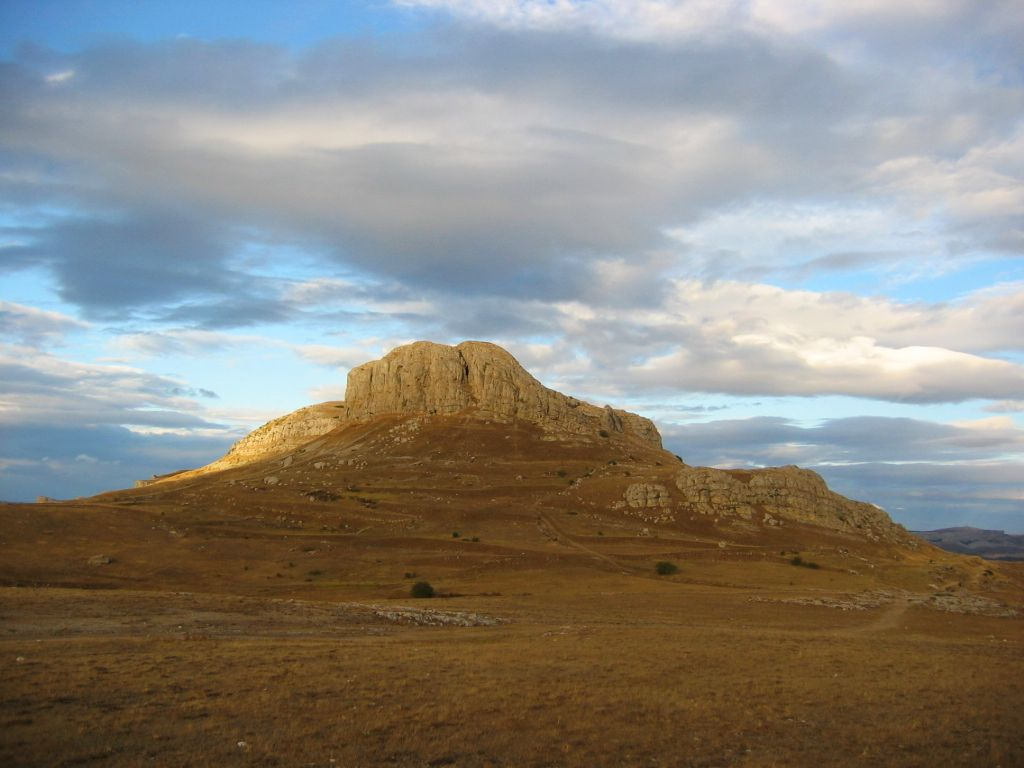
Peña Amaya, antiga capital do ducado da Cantábria.

Não se sabe o nome de sua ou suas esposas somente de Munia Gonsendes, sua amante. Pedro teve dois filhos e uma filha:
- Afonso I das Astúrias (ca. 693 - 757) "o Católico" foi Rei das Astúrias por seu matrimónio com Ermesinda, a filha de Pelágio das Astúrias.[6]

Com outra mulher desconhecida teve:
- Fruela da Cantábria ou Fruela Perez (m. ca. 758). Foi um Duque da Cantábria [7][8]

Com a amante Munia Gonsendes teve:
- Menina Gonsendes da Cantábria (ca. 710 - 767) que morreu solteira e sem descendentes